# Blackie Dammett
Blackie Dammett (geboren als John Michael Kiedis, Grand Rapids (Michigan), 7 december 1939 –  12 mei 2021) was een Amerikaans acteur.

## Levensloop
Dammett werd in Grand Rapids (Michigan) geboren en wilde acteur worden. 
Hij was de vader van Anthony Kiedis. Hij scheidde in 1968 van Anthony's moeder. Begin jaren 80 vormde Anthony de Red Hot Chili Peppers. In Anthony's autobiografie, Scar Tissue, beschrijft hij hoe zijn vader regelmatig de Hollywood-nachtclub "Rainbow Bar and Grill" bezocht waar hij drugs verkocht aan onder andere de leden van Led Zeppelin en The Who's Keith Moon. Later in de jaren 80 voelde Dammett zich verantwoordelijk voor zijn zoons harddrugsverslaving.
In 1991 kreeg hij nog een zoon, James, van een andere vrouw. Tot 2005 was hij president van de Red Hot Chili Peppers fanclub. 

## Filmografie
Meestal speelde Dammett kleine rollen. In enkele minder succesvolle films had hij echter wat grotere rollen. Deze waren:
- National Lampoon's Class Reunion (1982)
- Nine Deaths of the Ninja (1985)
- The Boys Next Door (1985)
- The Lost Empire (1985)
- L.A. Bounty (1989)

Daarnaast was hij meerdere keren een gastacteur in enkele televisieseries, zoals Who's the Boss?, Starsky and Hutch, Charlie's Angels, en Hunter.